# Isola di Brownsea
L'Isola di Brownsea (Brownsea Island in inglese) è un'isola situata nella regione Sud Est dell'Inghilterra, all'interno del porto di Poole.

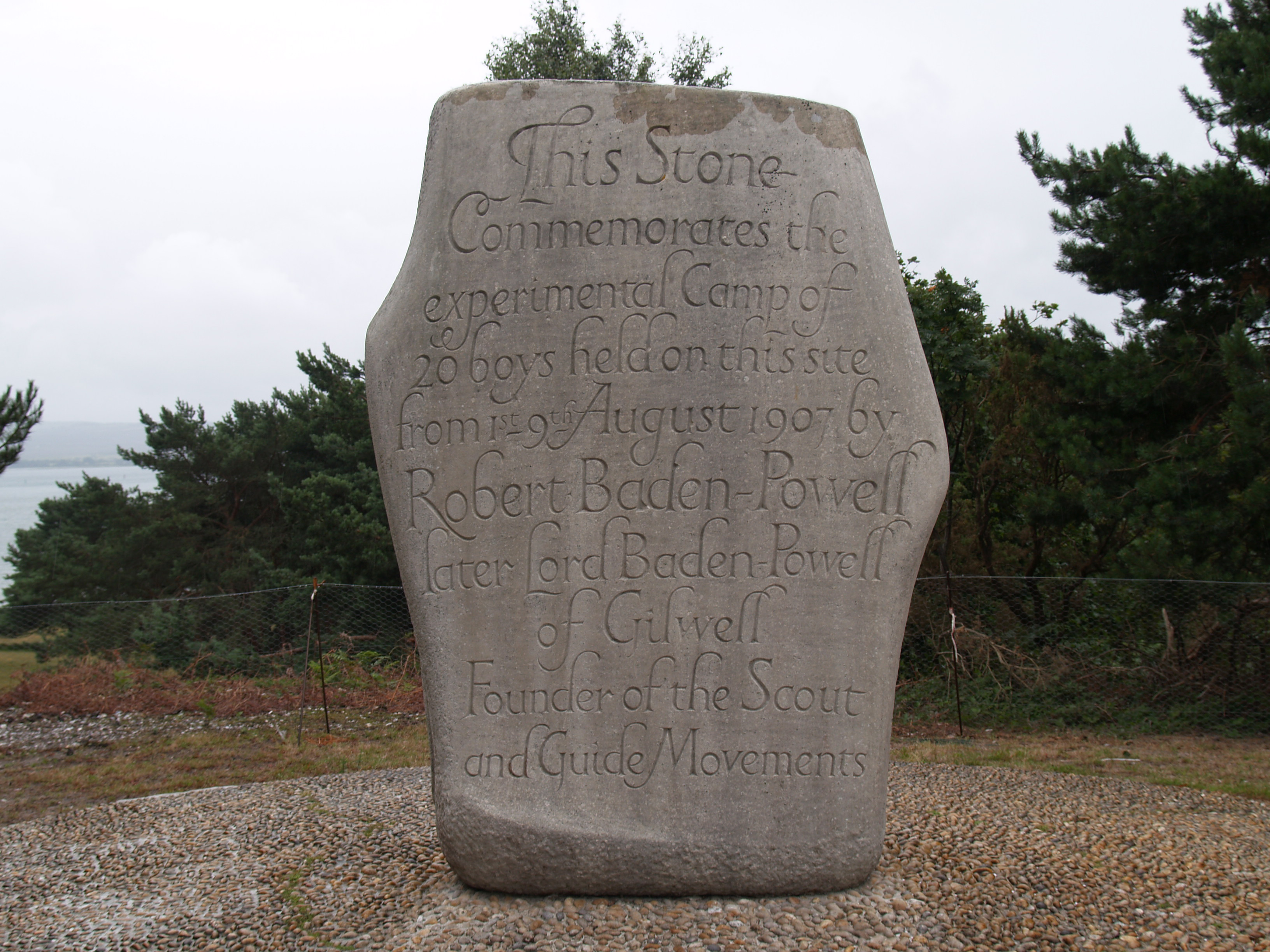
Pietra commemorativa del primo campo scout (1907)

L'isola è abitata almeno dal IX secolo, quando vi si stabilirono alcuni monaci della vicina Abbazia di Cerne.
Nel 1015 Canuto il Grande la usò come base per un raid su Wareham e l'Abbazia di Cerne.
Robert Baden-Powell ha tenuto qui il primo campo scout sperimentale nel 1907 e l'isola ora è conosciuta universalmente come il luogo di nascita dello Scautismo e del Guidismo. Durante l'agosto del 2007 ha ospitato uno degli eventi più importanti del centenario dello scautismo.
Brownsea offre una gamma molto varia ed interessante di habitat per la flora e di fauna. Vedere la fauna selvatica nel proprio ambiente naturale non è sempre facile, ma con pazienza e l'osservazione attenta, è possibile vedere gli scoiattoli rossi, i cervi Sika e una grande varietà di uccelli.
Sull'isola sono presenti due laghi d'acqua dolce situati all'estremità superiore della valle centrale.
La costa a Brownsea è sabbiosa tranne l'estremità occidentale dell'isola che è rocciosa.
Ci sono più di sessanta tipi di alberi su Brownsea, la maggior parte dei quali è stata piantata. Nella valle centrale sono presenti la quercia, il faggio, l'agrifoglio. Tra gli alberi introdotti si possono citare il castagno e alcune varietà di conifere. Nel 1930 ci furono degli incendi sull'isola e in queste zone predomina la presenza del pino di Scozia e del pino marittimo.
L'isola è accessibile solo tramite il traghetto, o con imbarcazioni private. Nel 2002 ebbe 105 938 visitatori. Il nome dell'isola viene da Brūnoces īeg che in antico inglese vuol dire Isola di Brūnoc.